# Сіонізм у СРСР
Сіонізм в СРСР — рух радянських євреїв, пов'язаний зі створенням єврейської держави в Палестині та еміграцією у неї.
Ставлення радянської влади до сіонізму з плином часу змінювалося, але в цілому завжди залишалося негативним: сіоністська діяльність переслідувалася владою, починаючи з 1920-х років і аж до часу перебудови. У «Короткій єврейській енциклопедії» зазначається, що термін «сіонізм» набув у СРСР «не так реальний історико-політичний сенс, скільки розширювальний і багато в чому міфологічний». В теорії сіоністами вважалися носії шовіністичної й расистської ідеології, на практиці ж термін вживається стосовно будь-якого неугодного єврея, котрий не має жодного відношення до сіонізму. Радянські критики сіонізму заявляли, що він спочатку «був покликаний відвернути єврейські трудящі маси від революційної боротьби, зберегти панування буржуазії над трудящими». Найактивнішу антисіоністську пропаганду вели радянські організації, членами яких були в основному євреї: зокрема, Єврейська секція РКП(б) і Антисіоністський комітет радянської громадськості.
У Радянській Росії й СРСР в 1919—1989 роки викладання івриту (за винятком вивчення на кафедрах сходознавства) було заборонено. Виїзд євреїв на постійне місце проживання до Ізраїлю був вкрай утруднений. Сіоністи масово піддавалися переслідуванням і репресіям.
Спочатку позитивне ставлення до Ізраїлю з боку СРСР (починаючи з осені 1948 р. і до 1953 р.) різко погіршилося й змінилося на вороже, в 1967 р. дипломатичні відносини були розірвані. З 1956 р. СРСР надавав активну допомогу ворожим Ізраїлю арабським країнам і терористичним рухам і вів антиізраїльську політичну пропаганду на міжнародній арені.
Допомогу радянським євреям, охочим емігрувати з СРСР, надавали ізраїльські та американські організації.

## Сіоністські організації в Російській Республіці СРСР
Сіоністські організації та пропаганда ідей сіонізму були заборонені в Російській імперії спеціальним секретним циркуляром міністра внутрішніх справ Плеве в 1903 р..
Лютнева революція, скасування обмежень для євреїв і легалізація діяльності сіоністських організацій в РРСФР призвели до зростання їх кількості й числа їх прихильників. У травні 1917 р. в м. Петрограді відбувся Всеросійський з'їзд сіоністів. На нього з'їхалося 552 делегати від 700 місцевих організацій, що об'єднували 140 тисяч активних членів сіоністських організацій, які сплачували членські внески. До вересня 1917 р. налічувалося понад 300 тисяч [комм 2], а число організацій перевищила 1200, незважаючи на те, що значна частина населеної євреями російської території перебувала під німецькою окупацією. В цей час в Росії видавалося 39 сіоністських газет і журналів на їдиші, 10 на івриті і 3 російською мовою. Культурно-освітнє товариство «Тарбут» мало 250 шкіл та інших установ на івриті.

## Антисіонізм як частина комуністичної ідеології
Михайло Агапов зазначає, що стосовно до сіонізму і його палестинської реалізації було сформовано у російській соціал-демократії ще у період до 1917 р.. Ця позиція визначалася як марксистською теорією, так і практикою відносин РСДРП з Бундом і просування світової революції. Теоретико-ідеологічною основою ворожості до сіонізму як до націоналістичного руху послужили праці Карла Каутського.
Ленін бачив у сіонізмі один із проявів «буржуазного або дрібнобуржуазного націоналізму, що протистоїть пролетарському інтернаціоналізму й проповідує класовий мир між робітниками та капіталістами однієї національності». Сіонізм розцінювався їм як абсолютно помилкова і реакційна за своєю сутністю ідея. У статті «Мобілізація реакційних сил і наші завдання» (1903) Ленін заявляв, що «сіоністський рух безпосередньо набагато більше загрожує розвиткові класової організації пролетаріату, ніж антисемітизм, і, так як для нас, соціал-демократів, не існує „обраних“ і „невибраних“ народів, то ми ніяк не можемо відмовитися від завдання боротьби із „забобонами єврейської маси“». Сталін як теоретик комуністичної партії з національного питання стверджував, що євреїв, «що живуть на різних територіях і які розмовляють різними мовами», не можна вважати нацією. Євреїв об'єднують лише «релігія, спільне походження і деякі залишки національного характеру». Створення «єврейського національного вогнища» в Палестині як шлях вирішення «єврейського питання» ідеологи РСДРП вважали утопічною спробою створення в Палестині «всесвітнього єврейського гетто». Совєти в провину сіоністам ставилися «буржуазна націоналістична» пропаганда і розкол загальноросійського робітничого руху. Сіонізм був названий «яскравим прикладом обману трудящих мас пригнобленої нації, виробленого з'єднаними зусиллями імперіалізму Антанти та буржуазії відповідної нації» на Другому конгресі Комінтерну.
Антисіоністська пропаганда займала важливе місце в комуністичній ідеології. З 1918 р. до 1930 р. цим займалася Єврейська секція РКП(б). Особливе посилення антисіоністської пропаганди в СРСР відбулося після Шестиденної війни. Після розриву дипломатичних відносин офіційна влада розглядала Ізраїль як «знаряддя міжнародного імперіалізму», що ретроспективно поширювалося радянськими вченими на весь період, що передував створенню держави Ізраїль, з моменту виникнення сіоністського руху в кінці XIX століття. Сіонізм визначався офіційною радянською ідеологією як «найбільш реакційна різновид єврейського буржуазного націоналізму, що набув поширення в XX столітті серед єврейського населення капіталістичних країн, націоналістична ідеологія і політика, що виражає інтереси великої єврейської буржуазії, тісно пов'язаної з монополістичною буржуазією імперіалістичних держав. Основний зміст цієї ідеології — войовничий шовінізм, расизм, антикомунізм і антирадянщина».
У 1973 р. за завданням ідеологічного відділу ЦК КПРС в СРСР був знятий Антисіоністський пропагандистський фільм «Таємне і явне (Цілі і діяння сіонізму)». Антисіоністська та антиізраїльська література публікувалася сотнями найменувань багатотисячними тиражами. Тільки в УРСР в 1967—1984 роках було опубліковано 135 таких книг, не рахуючи публікацій у ЗМІ СРСР. «Ідеологія сіонізму і проізраїльські настрої» виділялися Комітетом державної безпеки СРСР окремою графою в ряді «ворожих ідеологій». Боротьбу з сіоністами всередині СРСР здійснював так званий «єврейський відділ» в рамках П'ятого управління КДБ.
21 квітня 1983 р. з ініціативи Відділу пропаганди ЦК КПРС і КДБ СРСР був створений Антисіоністський комітет радянської громадськості (рос. АКСО). Керівний склад його був прирівняний до вищої державної номенклатури. Як зазначається в документах експертного висновку у справі КПРС, воно практично не було громадською організацією, а було пропагандистською структурою КПРС. Незмінним керівником цього був двічі Герой Радянського Союзу, генерал-полковник Давид Драгунський. Більшість членів цієї структури були євреями.
Політолог Андреас Умланд відзначав схожість крайніх проявів радянського антисіонізму й сучасної російської ксенофобії. Він вважав, що «явно зловмисне ототожнення сіонізму з нацизмом» у радянських публікаціях дозволяє зрозуміти, чому такі крайні праві організації, як «відкрито неонацистська» Російська національна єдність, мають велику популярність в пострадянській Росії.

## У період перебудови й розпаду СРСР
З приходом до влади в СРСР Горбачова, перебудови й під тиском уряду США (й особисто президента Рейгана) були полегшені правила на еміграцію з СРСР.
28 серпня 1986 р. було прийнято Постанову Ради Міністрів СРСР № 1064 «Про внесення доповнень до „Положення про в'їзд в СРСР і про виїзд з СРСР“». Згідно з цим «Положенням» еміграція дозволялася лише при наявності прямих родичів в країні виїзду. Крім того, виїзд міг бути заборонений в разі поінформованості людини про державні секрети та в ряді інших випадків. У 1987 р. за ізраїльським візами з СРСР виїхало понад 8100 осіб. Було звільнено з ув'язнення переважна більшість «в'язнів Сіону».
Всі обмеження на еміграцію були зняті в лютому 1988 р.. З цього часу почалася масова репатріація з СРСР до Ізраїлю та припинена офіційна антисіоністська пропаганда. До кінця 1989 р. емігрували практично всі довголітні відмовники. Велику ролю мало те, що з жовтня 1989 р. в США був обмежений прийом єврейських біженців з СРСР. Чимало зростанню репатріації сприяв і прояв антисемітизму. Організація «Пам'ять» проводила в 1987—1990 роки численні акції проти так званої жидо-масонської змови. Навесні 1990 р. набули поширення провокаційні, нічим не підтверджені чутки про прийдешні єврейські погроми.
У серпні 1989 р. в м. Москві Львом Городецьким була створена «Сіоністська організація» (івр. אירגון ציוני, «Іргун Ціоні»). Організація займалася головним чином пізнаванням івриту. Була відкрита недільна школа для дітей (викладалися іврит та єврейська історія), видавалася навчальна література, а також велася пропаганда, спрямована на репатріацію радянських євреїв до Ізраїлю.
Розпад СРСР, економічні та політичні проблеми в країнах СНД призвели до високого рівня репатріації. У 1989—1991 роки в Ізраїль прибуло понад 343 тис. репатріантів з СРСР. Всього за період «Великої алії» в Ізраїль прибуло понад мільйон євреїв з СРСР і СНД.